# Rio Guaju
O rio Guaju é um rio brasileiro que serve de divisor natural entre os municípios de Baía Formosa, no Rio Grande do Norte, e Mataraca, na Paraíba, e cuja bacia interestadual está sob o domínio da União. A área foi palco de muitos acontecimentos históricos relevantes da história do Brasil, principalmente os relativos às então capitanias hereditárias da Paraíba e do Rio Grande do Norte.

## História

### Etimologia
Acredita-se que o termo «Guaju» seja uma corrutela do tupi goiaá-u, que significa «rio dos caranguejos». 

### Povoamento da região
Em 1611 o rio teve importância estratégia marcante quando foi nele definido os limites entre as recém-criadas capitanias do Rio Grande do Norte e da Paraíba. Em 26 de janeiro de 1646, Filipe Camarão se entrincheirou às margens do rio com 650 homens e repeliu seis ataques do comandante das forças neerlandesas Reinberg, que liderava mil homens, entre europeus e índios potiguaras.

## Bacia hidrográfica

### Características gerais
O Guaju nasce no Tabuleiro dos Marcos, município potiguar de Canguaretama, a uma altitude aproximada de 87 metros e segue o curso oeste–leste até a foz, no Oceano Atlântico. A bacia abrange uma área de 152,6 km², o que representa apenas 0,27% da área total do estado da Paraíba e cerca de 0,30% do território potiguar. São afluentes da margem esquerda os riacho Uriuninha e Uriúna e o rio Pau-Brasil, e da margem direita afluem os rios da Volta, do Meio, Catu e o do Coelho.
O clima na região da bacia é quente e úmido com chuvas de outono e inverno, as quais decrescem do litoral para o interior, passando de mais de 1.500 mm na foz para pouco menos de 1.200 mm na região mais a montante, próximo à nascente.

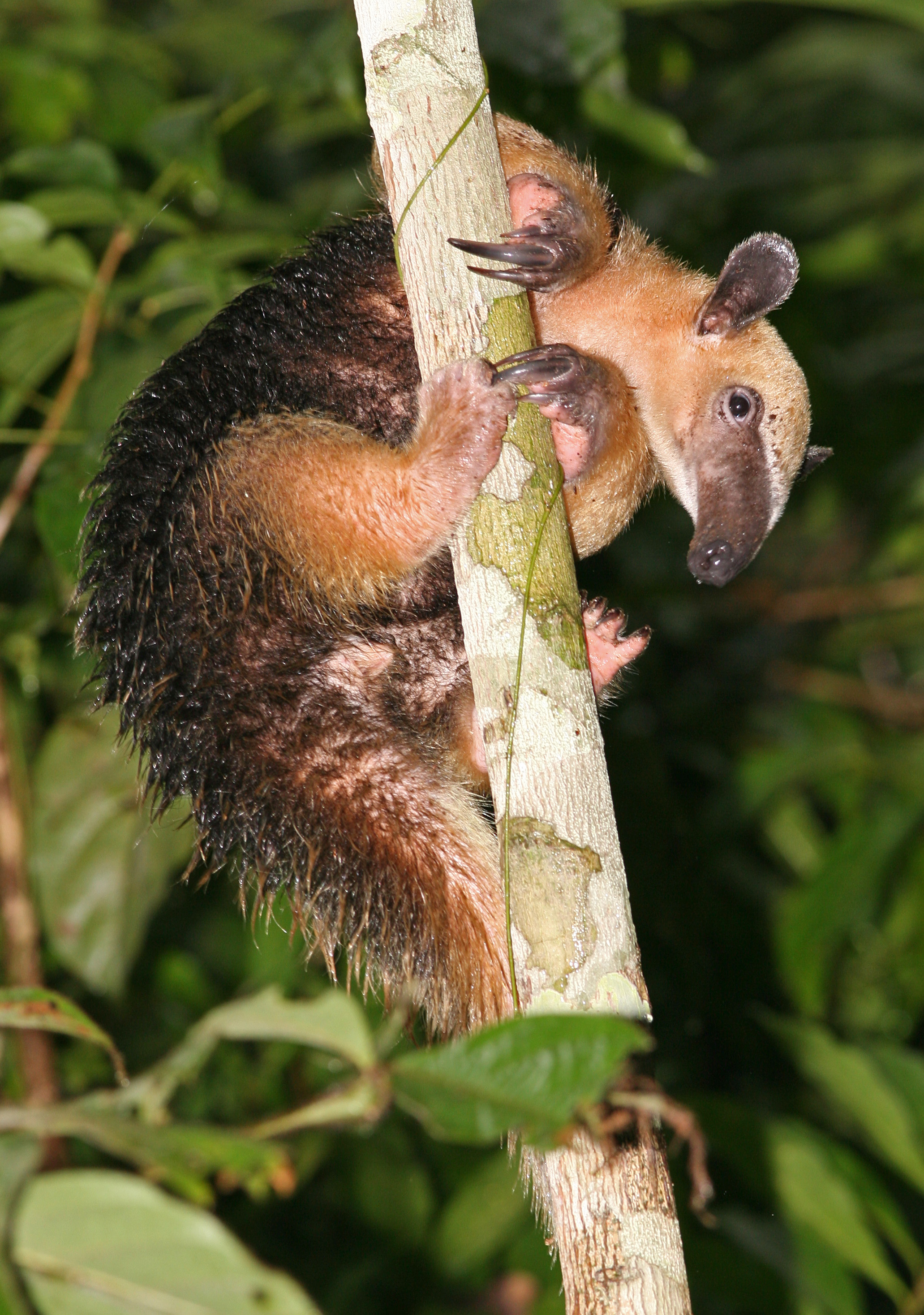
Embora raro na região, o tamanduá-de-colete ainda pode ser visto na bacia do Guaju.

A formação vegetal dominante é o cerrado arbóreo-arbustivo, o qual se desenvolve na região dos Tabuleiros. Já na região costeira há a formação de Mata Atlântica já muito devastada pela ação humana. Na bacia destaca-se a Mata da Estrela, área de 1.833 hectares tombada para proteção do ecossistema da Mata Atlântica, sob responsabilidade da prefeitura de Baía Formosa. Tal área se constitui num dos pouquíssimos resquícios desse tipo de floresta úmida do Rio Grande do Norte, o que lhe confere importância singular.
A região é habitat de espécies como tatu-peba, tamanduá-de-colete e camaleão. A foz é área de aparição eventual de manadas de peixes-bois-marinhos.

### Antropismo
A bacia do Guaju sofre bastante interferência da presença humana, visto que em sua área há grandes propriedades canavieiras. Além disso, há áreas de pastagens para pecuária extensiva, assim como roças de agricultura familiar, em especial nos baixos vales dos rios da bacia. Além disso, há ainda a exploração de minerais da mineradora Millenium, empresa multinacional localizada na foz do rio, no município de Mataraca.
Demograficamente, a população é construída em sua maioria por pessoas de baixa renda, com ganho menor ou igual a um salário mínimo. Tal população apresenta altas taxas de desemprego, dificuldades no acesso a educação, assistência médica e transporte, aliada a falta de infra-estrutura básica em suas moradias.